# Chiesa dei Santi Pietro e Paolo (Visano)
La chiesa dei Santi Pietro e Paolo è la parrocchiale di Visano, in provincia e diocesi di Brescia; fa parte della zona pastorale della Bassa Orientale.

## Storia
Nel Catalogo capitolare del 1410 si legge che la pieve di Visano, dedicata a San Pietro, faceva parte della squadra de Gaido e che aveva un beneficio di 33 lire e e tre ulteriori benefici clericali, ognuno dei quali aveva un valore di 6 lire.
Grazie al Catalogo queriniano, risalente al 1532, si conosce che in quel periodo la pieve visanese era inserita nella quadra Montisclari, che era retta da pre' Giacomo de' Baschenis e che godeva d'un beneficio di 300 lire.
La prima pietra della nuova pieve fu posta il 19 maggio 1686, come testimoniato da una formella situata sul muro esterno dell'abside; in un documento notarile datato 13 ottobre 1688 è testimoniato che la chiesa era ormai ultimata.
Nel 1704 il vescovo Marco Dolfin, compiendo la sua visita pastorale, trovò che il beneficio della parrocchia era pari a 440 ducati, che la pieve, in cui erano collocati, oltre al maggiore, gli altari laterali del Santissimo Sacramento e del Santissimo Rosario, aveva come filiali gli oratori della Madonna e di Sant'Antonio in località Colombare e che il numero dei fedeli ammontava a 538.
Nel 1707 l'allora parroco iniziò a raccogliere a raccogliere i fondi per realizzare la sagrestia, che forse fu completata nel 1748, come attestato da un'iscrizione ancora leggibile nel 1937; il campanile, voluto da don Faustino Gamba, fu completato nel 1921
All'inizio del XX secolo la chiesa venne ampliata, dal momento che il numero dei parrocchiani era pou che raddoppiato rispetto all'epoca di costruzione dell'edificio; il 14 aprile 1989 la parrocchia entrò a far parte della neo-costituita zona pastorale della Bassa Orientale.

## Descrizione

### Esterno
La facciata della chiesa, a capanna, è suddivisa da una cornice marcapiano in due registri; quello inferiore è suddiviso in cinque parti da sei lesene e caratterizzato dal portale d'ingresso mistilineo, mentre quello superiore presenta un finestrone di forma rettangolare e due raffigurazioni dei santi Pietro e Paolo.
Annesso alla parrocchiale è il campanile a base quadrata, la cui cella presenta su ogni lato una monofora ed è coperta dal tetto a quattro falde.

### Interno
L'interno dell'edificio è costituito da una sola navata, sulla quale si affacciano le quattro cappelle laterali e le cui pareti sono abbellite da affreschi e scandite da lesene sorreggenti la cornice sulla quale si imposta la volta a botte; al termine dell'aula si sviluppa il presbiterio, chiuso dall'abside.